# Wardriving

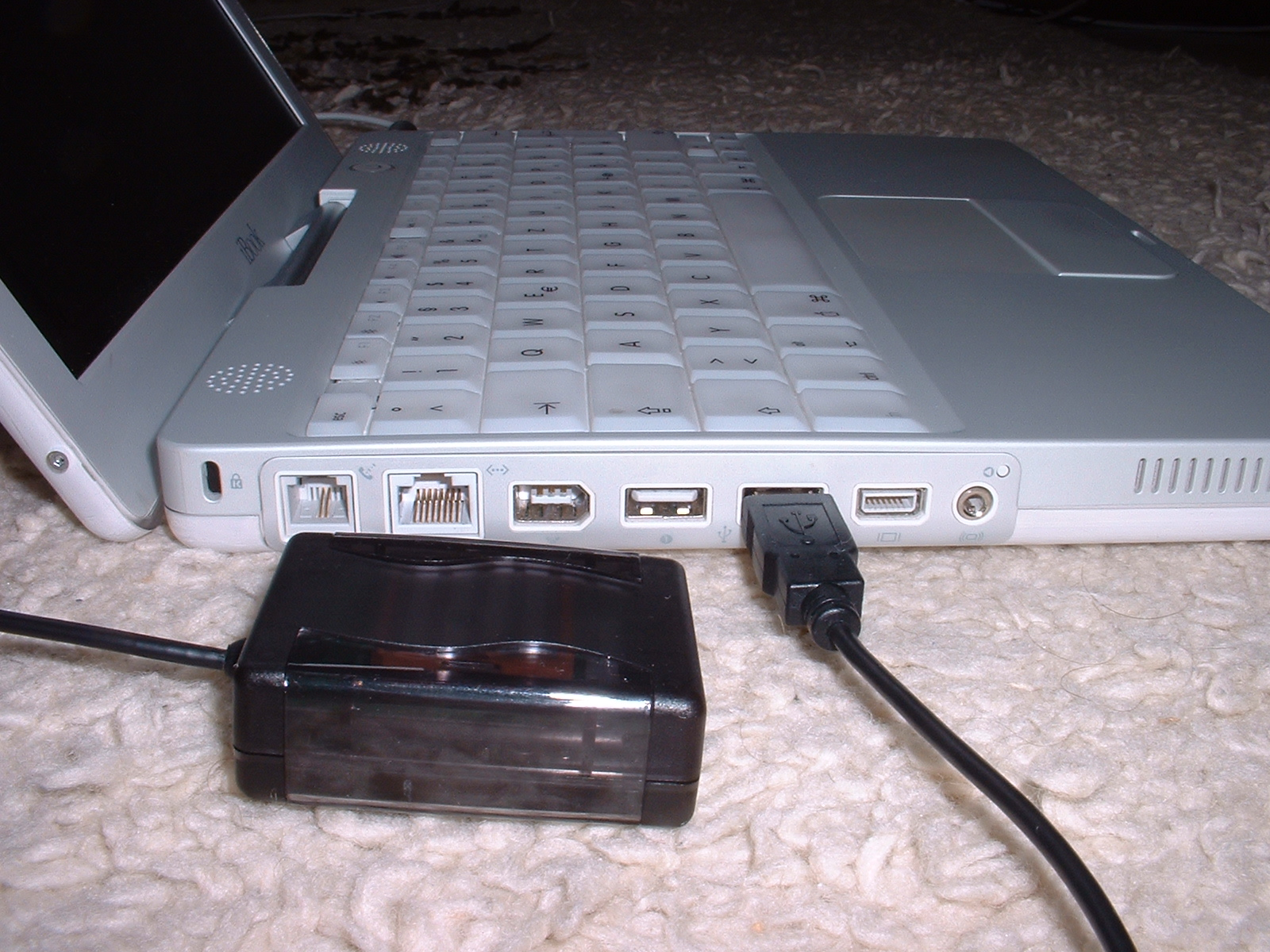
iBook z odbiornikiem GPS

Wardriving – słowo to pochodzi od „wardialingu” – techniki używanej kiedyś do wyszukiwania modemów w sieci telekomunikacyjnej. Do wardrivingu używa się sprzętu potrzebnego do wykrywania sieci bezprzewodowych – notebooka lub palmtopa wyposażonego w antenę (najlepiej zewnętrzną) i kartę sieciową WLAN oraz odpowiednie oprogramowanie, ale i samochodu — -driving. Nieraz zestaw taki jest dozbrajany w odbiornik GPS w celu dokładnej lokalizacji miejsca znalezienia sieci.
Niektórzy wardriverzy oznaczają kredą miejsca, gdzie znajdą sieć bezprzewodową, jest to znane jako warchalking. Czasami też informacje o znalezionych sieciach umieszcza się w Internecie w postaci map sieci bezprzewodowych.

## Nieporozumienia
Wardriving nie polega na nieuprawnionym podłączaniu się do cudzych sieci bezprzewodowych oraz przełamywaniu ich zabezpieczeń (co jest nielegalne), a jedynie na ich wyszukiwaniu.